# La bugiarda
La bugiarda è un film del 1965 diretto da Luigi Comencini, tratto dalla commedia omonima di Diego Fabbri. Dalla medesima commedia è stata poi tratta l'omonima miniserie televisiva del 1989 diretta da Franco Giraldi.

## Trama
Maria è una bella ragazza romana piuttosto spregiudicata. In occasione del censimento della propria abitazione, nella quale vive con la madre, incontra Adriano, un nobile di età matura, che folgorato dalla sua bellezza inizia a corteggiarla, inizialmente nascondendo il fatto di essere già sposato.
Maria rimane colpita da Adriano, e tra i due inizia una relazione. Nel frattempo la madre di Maria, che vorrebbe veder la figlia ben sistemata, la spinge a fidanzarsi con Arturo, un giovane. Maria, dopo aver scoperto che Adriano è sposato, si fidanza con Arturo, ma mantiene la sua relazione clandestina con Adriano, iniziando a raccontare una serie di bugie alla madre ed all'ignaro fidanzato, e nascondendo ad Adriano del suo fidanzamento con Arturo.
Per potersi dividere tra i due amanti, Maria costruisce un castello di menzogne che culmina con il far credere ai due uomini che sta lavorando come hostess, prendendo in prestito l'identità di un'amica che effettivamente lavora in una compagnia aerea, così da poter giustificare ad entrambi gli uomini le proprie assenze.
Il castello di bugie di Maria crolla però quando l'amica cui aveva preso in prestito l'identità rimane vittima di un incidente aereo: i due uomini, angosciati per la sorte della loro Maria, nel vederla sana e salva scoprono il suo inganno, lasciandola sola. Anche l'amica ricompare sana e salva, essendosi trattato non di un vero incidente, ma di un atterraggio di fortuna.
Disperata per aver perso le sue relazioni sentimentali, Maria inscena un tentativo di suicidio, dichiarandosi pentita della propria condotta e inducendo a credere entrambi gli uomini che il suo cuore non è che di uno solo di loro due, e che l'altro non rappresenta niente per lei. La ragazza va prima da Adriano e poi da Arturo, raccontando ad entrambi la stessa storia. I due si ripromettono di non serbare rancore per la questione, ormai apparentemente risolta.
Allontanato ogni sospetto di adulterio, Maria riprende dunque a frequentare entrambi i suoi amanti, ma la cosa non funziona e quindi lei accetta la corte di un giovane vicino di casa.

## Critica
«punta tutto sul tentativo (non riuscito) di farne una commedia leggera e sofisticata.» * 